# Resolutie 336 Veiligheidsraad Verenigde Naties
Resolutie 336 van de Veiligheidsraad van de Verenigde Naties werd unaniem aangenomen op 18 juli 1973, en beval de Bahama's aan voor VN-lidmaatschap.

## Achtergrond
Op 10 juli 1973 werden de Bahama's een onafhankelijk gemenebest, na onafhankelijkheid van het Verenigd Koninkrijk.

## Inhoud
De Veiligheidsraad had de aanvraag van het Gemenebest van de Bahama's bestudeerd, en beval de Algemene Vergadering aan om het Gemenebest van de Bahama's toe te laten als VN-lidstaat.

## Verwante resoluties
- Resolutie 304 Veiligheidsraad Verenigde Naties (Verenigde Arabische Emiraten)
- Resolutie 335 Veiligheidsraad Verenigde Naties (Bondsrepubliek Duitsland en Duitse Democratische Republiek)
- Resolutie 351 Veiligheidsraad Verenigde Naties (Bangladesh)
- Resolutie 352 Veiligheidsraad Verenigde Naties (Grenada)

Lijst ·  325 ·  326 ·  327 ·  328 ·  329 ·  330 ·  331 ·  332 ·  333 ·  334 ·  335 ·  336 ·  337 ·  338 ·  339 ·  340 ·  341 ·  342 ·  343 ·  344